# Мацеєвська Ядвіга Олександрівна
Ядвіга Олександрівна Мацеє́вська (нар. 17 квітня 1916, Петроград — пом. 20 листопада 1996, Київ) — український живописець; член Спілки радянських художників України з 1950-х років.

## Біографія
Народилася 4 [17] квітня 1916 року в місті Петрограді (нині Санкт-Петербург, Росія). Правнучка білоруського художника Івана Хруцького. 1936 року закінчила гідротехнікум, упродовж 1937—1941 років навчаласть у Гірничому інституті та художній студії Інституту живопису, скульптури та архітектури у Ленінграді. 1950 року закінчила живописний факультет Київського художнього інституту, де навчалась зокрема у Григорія Світлицького та Іллі Штільмана.
Жила у Києві, в будику на вулиці Великій Васильківській, № 27 а, квартира № 16. Померла у Києві 20 листопада 1996 року.

## Творчість
Працювала в галузі станкового живопису. Створювала переважно пейзажі у реалістичному стилі. Серед робіт:
- «Рання весна» (1951);
- «Сергій Єсенін» (1957);
- «Хата дяка, в якій учився Тарас Шевченко» (1959, гуаш; Національний музей Тараса Шевченка);
- «Село Шевченкове. Вид на Музей Тараса Шевченка» (1960, гуаш; Національний музей Тараса Шевченка);
- «Кирилівка. Вид від Музею Тараса Шевченка» (1960, темпера);
- «…І Дніпро, і кручі» (1961, олія);
- «Кирилівка. Колгоспні лани» (1963, олія);
- «Моринці» (1963, олія; Національний музей Тараса Шевченка);
- «9 Травня» (1970);
- «Колгоспне село» (1970);
- «Южно-Курильськ» (1971);
- «Груповий політ» (1980);
- «На Піскарьовському кладовищі» (1983);
- «Порт у Сєверобайкальську» (1984);
- «На Тарасовій горі» (1988);
- «У Санкт-Петербурзі» (1993);
- «Дельтапланеристи» (1994);
- «Пам'яті Сергія Єсеніна» (1995);

серії
- «По Україні» (1950—1969);
- «По Сибіру» (1955—1969);
- «По Ленінських місцях» (1963—1969);
- «По Далекому Сходу» (1966—1969);
- «По Якутії» (1975);
- «По Польщі» (1991).

Брала участь у республіканських виставках з 1949 року, всесоюзних — з 1961 року, зарубіжних — з 1955 року. Персональна виставка відбулася у Києві у 1964 році.